# Josefa Mora y Vergel
Josefa Mora y Vergel (Còrdova, 1830 - idem. [...?]) fou una contralt espanyola.
Aprengué les primeres lliçons musicals del seu pare, el qual era tenor de la capella del capital cordovesa, i en morir aquell, quan Josefa contava només 18 anys, com a òrfena hagué de dedicar-se a sostenir la família donant classes de música. El 1850, i després de contraure matrimoni, va poder ingressar com alumna en el Conservatori de Madrid, i l'abril de 1854 cantà la part de contralt de l'òpera Luisa Miller, que es representava al teatre reial de la capital d'Espanya, teatre en el continuà cantant durant els anys següents. El 1857 debutà en el teatre "Circo" de la mateixa capital amb la sarsuela "El sueño de una noche de verano", i des de llavors es dedicà a la sarsuela gran, actuant en diversos teatres de Madrid i de províncies, però després tornà a cantar òperes a València i d'altres ciutats. El 1868 desgracies familiars la impulsaren a establir-se en la seva ciutat natal, i allà novament es dedicà a donar lliçons de música.
Entre les sarsueles que Josefa Mora estrenà, i figuren: Las dos coronas de García Gutiérrez, Jenaro el gondolero de José María Nogués y Gastaldi, El juramento de Joaquín Gaztambide, El relampago de F. A. Barbieri, Quien mada, manda, Marta de Manuel del Palacio, etc.